# Suzanne Deriex
Suzanne Deriex (Pseudonym für Suzanne Piguet-Cuendet; * 16. April 1926 in Yverdon-les-Bains; heimatberechtigt in Le Chenit; † 28. Juli 2024 in Cully VD) war eine Schweizer Schriftstellerin. Die Waadtländer Autorin schrieb in französischer Sprache.

## Leben
Suzanne Deriex war die Tochter des Chirurgen Samuel Cuendet und der Jeanne geborene Fauquex. Der National- und Ständerat Frédéric Fauquex war ihr Onkel. Sie heiratete den Advokaten und Präsidenten der Anwaltskammer Jean-François Piguet, Neffe des Nationaldichters Charles Ferdinand Ramuz. Suzanne Cuendet studierte evangelische Theologie an den Universitäten Lausanne und Basel, absolvierte ihr Lizentiat aber im Fach Mathematik in Lausanne.
Suzanne Deriex verfasste Hörspiele, Novellen, Erzählungen und Romane. Ihre Mutter stammte aus Riex, wo sich die Familie öfter aufhielt. Das Pseudonym (de Riex, französisch für «von Riex») nimmt darauf Bezug. Ihre ersten Werke veröffentlichte sie in der literarischen Beilage der Gazette de Lausanne. Anfang der 1970er Jahre war sie Sekretärin der französischen Sektion des Schweizer PEN-Clubs. Sie lebte zuletzt in Cully.
Suzanne Deriex wurde 1969 mit dem «Prix Charles-Veillon» für L’enfant et la mort und 1990 mit dem «Prix des écrivains vaudois» der Association vaudoise des écrivains (AVE) ausgezeichnet.
Sie starb im Juli 2024 im Alter von 98 Jahren.

## Werk
Neben einem Dutzend Hörspielen, darunter Le choix aus dem Jahre 1981, welches vom Schweizer Sender DRS produziert wurde, veröffentlichte Suzanne Deriex sechs Romane. Corinne und San Domenico haben die Einsamkeit der Liebe zum Thema. In L’enfant et la mort ist die Erzählerin ein sechsjähriges Mädchen, das Einsamkeit und Tod begegnet. Les Sept Vies de Louise Croisier née Moraz schildert die Geschichte einer Winzergemeinschaft des Lavaux, die sich mit dem Fortschritt und den gesellschaftlichen Veränderungen der Nachkriegszeit auseinandersetzt. Die energische Protagonistin zeigt autobiografische Züge. In Pour dormir sans rêves kämpfen ihre Figuren «mutig und einsam gegen die Wechselfälle des Lebens». Die mit Un arbre de vie beginnende Trilogie zeichnet die Geschichte der väterlichen Familie nach, eingebettet ist dies in Ereignisse in der Schweiz und in Europa. Exils und La Tourmente sind die weiteren Bände des «Romanfreskos».
Novelle:
- Corinne. Rencontre, Lausanne 1961.

Romane:
- San Domenico. La Baconnière, Neuchâtel 1964.
- L’enfant et la mort. Rencontre, Lausanne 1968.
  - Das Kind und der Tod. Übersetzt von Irma Wehrli. Huber, Frauenfeld 2006. ISBN 978-3-7193-1419-4.
- Pour dormir sans rêves. L’Aire, Lausanne 1980.
- Les Sept Vies de Louise Croisier née Moraz. L’Aire, Lausanne 1986.
- Un arbre de vie. Campiche, Yvonand 1995.
- Exils. Campiche, Yvonand 1997.
- La Tourmente. Campiche, Orbe 2001.

## Belege
1. 1 2 3 4 5  Françoise Fornerod: Suzanne Deriex. In: Historisches Lexikon der Schweiz. (abgerufen am 8. März 2022)
2. 1 2 3 4 5  Suzanne Deriex. Auf der Plattform Patrinum (französisch, abgerufen am 8. März 2022).
3. ↑  Kulturnews in Kürze - Die Waadtländer Schriftstellerin Suzanne Derriex ist gestorben. In: Schweizer Radio und Fernsehen. 29. Juli 2024, abgerufen am 31. Juli 2024.

| Personendaten    | Personendaten                                                             |
| ---------------- | ------------------------------------------------------------------------- |
| NAME             | Deriex, Suzanne                                                           |
| ALTERNATIVNAMEN  | Piguet-Cuendet, Suzanne (wirklicher Name); Cuendet, Suzanne (Geburtsname) |
| KURZBESCHREIBUNG | Schweizer Autorin                                                         |
| GEBURTSDATUM     | 16. April 1926                                                            |
| GEBURTSORT       | Yverdon-les-Bains, Schweiz                                                |
| STERBEDATUM      | 28. Juli 2024                                                             |
| STERBEORT        | Cully VD                                                                  |